# Sergei Kharitonov
Sergei Kharitonov (em russo:  Сергей Валерьевич Харитонов, Sergey Haritonov) (Plesetsk, 18 de agosto de 1980) é um lutador russo de artes marciais mistas e kickboxing. 
Lutou em diversas organizações de MMA, tais como PRIDE FC, DREAM, Strikeforce, Bellator MMA e M-1 Global, obtendo vitórias sobre Semmy Schilt (ex-campeão do K-1), Alistair Overeem (ex-campeão do Strikeforce), Fabrício Werdum e Andrei Arlovski (ex-campeões do UFC). Já no kickboxing, competiu no K-1 e no Glory.

## Cartel no MMA
| Cartel no MMA   |             |            |
| 32 lutas        | 26 vitórias | 6 derrotas |
| Por nocaute     | 15          | 3          |
| Por finalização | 10          | 2          |
| Por decisão     | 1           | 1          |

| Res.    | Cartel | Oponente                 | Método                                  | Evento                                            | Data       | Round | Tempo | Local                       | Notas                                                  |
| ------- | ------ | ------------------------ | --------------------------------------- | ------------------------------------------------- | ---------- | ----- | ----- | --------------------------- | ------------------------------------------------------ |
| Vitória | 26–6   | Gerônimo dos Santos      | Finalização (chave de tornozelo)        | M-1 Challenge 81                                  | 22/07/2017 | 1     | 2:13  | Nazran, Ingushetia          |                                                        |
| Vitória | 25–6   | Rameau Thierry Sokoudjou | Nocaute (soco)                          | M-1 Challenge 80                                  | 15/06/2017 | 1     | 0:40  | Harbin, Heilongjiang        |                                                        |
| Vitória | 24–6   | Chase Gormley            | Nocaute (soco)                          | Bellator 175                                      | 31/03/2017 | 1     | 3:55  | Rosemont, Illinois          |                                                        |
| Derrota | 23–6   | Javy Ayala               | Nocaute (soco)                          | Bellator 163                                      | 04/11/2016 | 1     | 0:16  | Uncasville, Connecticut     |                                                        |
| Vitória | 23–5   | Kenny Garner             | Nocaute técnico (socos)                 | M-1 Challenge 59 - Battle of Nomads 5             | 03/06/2015 | 1     | 4:11  | Astana                      |                                                        |
| Vitória | 22–5   | Kenny Garner             | Nocaute técnico (interrupção médica)    | M-1 Challenge 53 - Battle in the Celestial Empire | 25/11/2014 | 3     | 2:01  | Pequim                      |                                                        |
| Vitória | 21-5   | Tyler East               | Nocaute técnico (socos)                 | Tech-Krep Fighting Championship - Prime           | 21/03/2014 | 2     | 2:55  | Krasnodar                   |                                                        |
| Vitória | 20-5   | Alexey Kudin             | Nocaute técnico (socos)                 | M-1 Challenge 43                                  | 15/11/2013 | 2     | 4:56  | Surgut                      |                                                        |
| Vitória | 19–5   | John Delgado             | Finalização (americana)                 | MMA: Russian Open Championship                    | 01/06/2012 | 1     | 0:34  | São Petersburgo             |                                                        |
| Derrota | 18–5   | Josh Barnett             | Finalização (triângulo de braço)        | Strikeforce: Barnett vs. Kharitonov               | 10/09/2011 | 1     | 4:28  | Cincinnati, Ohio            | Semifinal do Torneio de Pesados do Strikeforce.        |
| Vitória | 18–4   | Andrei Arlovski          | Nocaute (socos)                         | Strikeforce: Fedor vs. Silva                      | 12/02/2011 | 1     | 2:49  | East Rutherford, New Jersey | Quartas de Final do Torneio de Pesados do Strikeforce. |
| Vitória | 17–4   | Tatsuya Mizuno           | Nocaute (joelhada)                      | Dynamite!! 2010                                   | 31/12/2010 | 1     | 1:25  | Saitama                     |                                                        |
| Derrota | 16–4   | Jeff Monson              | Finalização (estrangulamento norte sul) | Dream 8                                           | 05/04/2009 | 1     | 1:42  | Nagoya                      |                                                        |
| Vitória | 16–3   | Jimmy Ambriz             | Finalização (socos)                     | Dream 6                                           | 23/09/2008 | 1     | 2:15  | Saitama                     |                                                        |
| Vitória | 15–3   | Alistair Overeem         | Nocaute (soco)                          | K-1 Hero's 10: Middleweight Tournament Final      | 17/09/2007 | 1     | 4:21  | Yokohama                    |                                                        |
| Vitória | 14–3   | Mike Russow              | Finalização (chave de braço)            | Pride 33                                          | 24/02/2007 | 1     | 3:46  | Las Vegas, Nevada           |                                                        |
| Derrota | 13–3   | Aleksander Emelianenko   | Nocaute técnico (socos e joelhadas)     | Pride Final Conflict Absolute                     | 10/09/2006 | 1     | 6:45  | Saitama                     |                                                        |
| Derrota | 13–2   | Alistair Overeem         | Nocaute técnico (joelhadas)             | Pride 31                                          | 26/02/2006 | 1     | 5:13  | Saitama                     |                                                        |
| Vitória | 13–1   | Fabrício Werdum          | Decisão (dividida)                      | Pride 30                                          | 23/10/2005 | 3     | 5:00  | Saitama                     |                                                        |
| Vitória | 12–1   | Peter Mulder             | Finalização (chave de braço)            | Rings Russia: CIS vs. The World                   | 20/08/2005 | 1     | 6:16  | Ecaterimburgo               |                                                        |
| Vitória | 11–1   | Pedro Rizzo              | Nocaute técnico (tiro de meta e socos)  | Pride Critical Countdown 2005                     | 26/06/2005 | 1     | 2:02  | Saitama                     |                                                        |
| Vitória | 10–1   | Mu Bae Choi              | Nocaute técnico (socos)                 | Pride 29                                          | 20/02/2005 | 1     | 3:24  | Saitama                     |                                                        |
| Derrota | 9–1    | Antônio Rodrigo Nogueira | Decisão (unânime)                       | Pride Final Conflict 2004                         | 15/08/2004 | 2     | 5:00  | Saitama                     | Semifinal do GP de Pesados do Pride de 2004.           |
| Vitória | 9–0    | Semmy Schilt             | Nocaute técnico (socos)                 | Pride Critical Countdown 2004                     | 20/06/2004 | 1     | 9:19  | Saitama                     | Quartas de Final do GP de Pesados do Pride de 2004.    |
| Vitória | 8–0    | Murilo Rua               | Nocaute (socos)                         | Pride Total Elimination 2004                      | 25/04/2004 | 1     | 4:14  | Saitama                     | Primeiro Round do GP de Pesados do Pride de 2004.      |
| Vitória | 7–0    | Cory Peterson            | Finalização (chave de braço)            | Pride 27                                          | 01/02/2004 | 1     | 1:23  | Osaka                       |                                                        |
| Vitória | 6–0    | Jason Suttie             | Finalização (chave de braço)            | Pride Bushido 1                                   | 05/10/2003 | 1     | 2:25  | Saitama                     |                                                        |
| Vitória | 5–0    | David Shvelidze          | Finalização (chave de calcanhar)        | TORM 8: Tournament of Real Men 8                  | 20/02/2003 | 1     | 1:00  | Ecaterimburgo               |                                                        |
| Vitória | 4–0    | Osmanli Vagabov          | Finalização (mata-leão)                 | TORM 8: Tournament of Real Men 8                  | 20/02/2003 | 1     | 0:47  | Ecaterimburgo               |                                                        |
| Vitória | 3–0    | Roman Savochka           | Nocaute técnico (lesão na mão)          | Brilliant 2: Yalta's Brilliant 2000               | 11/08/2000 | 1     | 3:11  | Ialta                       |                                                        |
| Vitória | 2–0    | Viacheslav Kolesnik      | Nocaute técnico (soco)                  | Brilliant 2: Yalta's Brilliant 2000               | 11/08/2000 | 1     | 1:26  | Ialta                       |                                                        |
| Vitória | 1–0    | Zamir Syrgabayev         | Finalização (socos)                     | Brilliant 2: Yalta's Brilliant 2000               | 11/08/2000 | 1     | 2:43  | Ialta                       |                                                        |